# Pseudalypia geronimo
Pseudalypia geronimo är en fjärilsart som beskrevs av Barnes 1900. Pseudalypia geronimo ingår i släktet Pseudalypia och familjen nattflyn. Inga underarter finns listade i Catalogue of Life.